# 徳川慶寅
徳川 慶寅（とくがわ よしとら）は、テレビゲーム『サムライスピリッツ』シリーズに登場する架空の人物。

## 概要
『サムライスピリッツ』シリーズの業務用の2D作品としては5作目の『サムライスピリッツ零』（以下『零』と表記）で初登場する。
キャラクターデザインの原案は、『サムライスピリッツ』シリーズのファンであり、『るろうに剣心』等で知られる漫画家の和月伸宏が手がけている。
徳川幕府第10代将軍徳川家治の子の一人という設定。次代将軍と目されているが本人にそのつもりはなく、義弟の徳川家斉が即位することを望んで政治からは離れ、駿府で気ままな暮らしを送っている。
派手な黄色の着流しを身に纏った伊達者であり、六人の恋人と自らの名前をつけた七本刀を使って戦う。背に四本、腰に二本、腰の後ろに大刀「慶寅」を帯びているが、「慶寅」は滅多な事では抜こうとせず、ゲーム中では「遊蝶華」「百花繚乱（『零SPECIAL』版）」を出す時のみ使用する。
兇國日輪守我旺に戦いを挑んで敗れたことがあり、それ以降は我旺の人となりに惚れている。『零』のエンディングでは我旺との決戦や父である家治の崩御の報告を経て自らが将軍に即位する意思を固め、即位前の最後の我が儘として覇王丸との立会いに臨む。
『サムライスピリッツ 天下一剣客伝』（以下『天下一剣客伝』と表記）では御前試合の主催者となるが、慶寅自身も出場する。
『SAMURAI SPIRITS(2019)』では『零』のデザインを踏襲しつつも服装がより華美になり、着流しの裾には緑色のグラデーションが入れられ、裏地は赤地に金の三つ葉葵と桐紋の刺繍入りのものになっている。また、武器である七本の刀は柄巻きの色がそれぞれ異なるようになり、大刀「慶寅」は緑、他の六本は名前の元となった花の色となり、どの刀をどの位置に帯びているかがはっきりと分かるようになった。

### 六人の恋人
『零』での慶寅の勝利ポーズや『天下一剣客伝』の慶寅の掛け合いに『SAMURAI SPIRITS(2019)』のエンディングなどに登場する女性たち。
幼い少女や派手に着飾った花魁姿の女性など年齢も雰囲気も様々だが、慶寅は彼女たち全員に平等に愛を注いでいる。この事から慶寅の六人の恋人達は慶寅の浮気性を受け入れている。慶寅の七本の刀の内の六本の刀の名前を六人の恋人の名前から名付けており、慶寅のプロフィールの武器銘で六人の恋人の名前が撫子、白百合、牡丹、椿、朝顔、夕顔だと判明しているが誰が撫子、白百合、牡丹、椿、朝顔、夕顔かは一切明言されてない。

## 技の解説

### 必殺技
壱～六の太刀の必殺技を相手に当てると花が咲く演出が入る（『零』と『零SPECIAL』では白百合と牡丹は空振りでも良い）。これらの花を全て咲かせることが「遊蝶華」の発動条件になっている。
壱の太刀 撫子
太刀「撫子」を抜いて突進しながら斬りつける。弱は下段、中は中段、強は上段を攻撃する。
『零』の中撫子は非常に性能が高く、背後から当てると永久コンボも可能。
弐の太刀 白百合
太刀「白百合」を抜いて飛び上がりつつ斬り上げる。いわゆる対空技である。
敵に当たらなくても花が咲くため、『零』と『零SPECIAL』では空振りでも「遊蝶華」の発動条件を満たすことができた。
参の太刀 牡丹
空中で太刀「牡丹」を抜き、ダウン効果のある斬りつけを行う。
『零』と『零SPECIAL』では不意打ちをキャンセルして出すことができ、ガード崩しのバリエーションとして使われた。
「白百合」と同様に敵に当たらなくても花が咲くため、『零』と『零SPECiAL』では空振りでも「遊蝶華」の発動条件を満たすことができた。
四の太刀 椿
敵の攻撃をガードしながら飛び込む。弱は飛び込みのみで攻撃を行わない。中はそこから太刀「椿」を抜いて強力な斬りつけを行う。
『零』と『零SPECIAL』の強は中と同じ性能だが、『天下一剣客伝』の強は「着地を必殺技でキャンセルできる弱」といった位置づけである。
五の太刀 朝顔
太刀「朝顔」を抜いてハイスピードな連続突きを仕掛けて、最後に斬り上げる。
連続突きがヒットすれば、相手をロックして確実に最後まで当てることができる。
六の太刀 夕顔
相手を掴み自分の後方に引っ張り、姿勢の崩れた相手を太刀「夕顔」で背中合わせのまま突き刺す。慶寅が夕顔を鞘にしまうと花が咲き、相手は倒れる。
『零』と『零SPECIAL』においては発生の早い打撃技という扱いで、相手はガードすることができる。『天下一剣客伝』では純粋なコマンド投げである。
七の太刀 遊蝶華
大刀「慶寅」を抜いて斬りつけて、更に大きな衝撃波を飛ばして攻撃する大技で威力が非常に高い。特に『零SPECIAL』では、怒りと剣気次第で全キャラ相手に即死が狙える程である。
壱の太刀から六の太刀までの六種の花を全て咲かせる（順番は不問）ことを条件に、そのラウンド中のみ使用可能になる。この条件を満たさずに入力すると「慶寅」に手をかけるまではするが、抜かずに動作を止めてしまう。
1ラウンド中に全ての花を咲かせなければならないわけではなく、同じ相手との戦闘中ならばラウンドをまたいで構わない。しかしあくまで使用条件を満たしたそのラウンド中にしか使えず、同じ相手との戦闘中であっても次ラウンドではフラグがリセットされており、また六種咲かせ直す必要がある（例えば五種までは咲かせたが既に敵が瀕死という状態だと、六種目の技で敵を倒してしまった場合そこで条件は満たされるもののラウンド終了によるリセットもすぐ起こるため、使う事無しにまた一から咲かせ直しとなる。あえて五種までのまま次のラウンドに移ればリセットされず、六種目さえ咲かせれば使用可能になる）。
『零』および『零SPECIAL』では技名に「七の太刀」が付かない。

### 武器飛ばし（武器破壊）技、絶命奥義、秘奥義
葵
大刀「慶寅」の鞘で相手の足を払い、ヒットすると光を伴って上昇しながら相手を斬りつけていく。
最後に上昇が止まり、葵の御紋をバックに相手を殴りつける。
百花繚乱
『零SPECIAL』の絶命奥義、および『天下一剣客伝』『SAMURAI SPIRITS』の秘奥義。
両手を挙げたポーズを取ってから突進して、六本の刀を使って素早い連続斬りを仕掛ける。
フィニッシュは、『零SPECIAL』では「遊蝶華」と同じ動作でエフェクトがない「慶寅」での斬りつけ（多くの絶命奥義に見られる切断などの残虐描写がない）、『天下一剣客伝』では「六の太刀 夕顔」、『SAMURAI SPIRITS』では「遊蝶華」となっている。
ヒット時に六つの花を全て咲かせるので、『天下一剣客伝』と『SAMURAI SPIRITS』ではこれだけで「遊蝶華」の発動条件を満たすことができる。

## 登場作品
- サムライスピリッツ零
- サムライスピリッツ零SPECIAL
- サムライスピリッツ 天下一剣客伝
- SAMURAI SPIRITS (2019年のビデオゲーム)

## キャスト
- 結城比呂（零・零SPECIAL）
- 矢薙直樹（天下一剣客伝）
- 古川慎（2019）

## 関連人物
- 覇王丸 - 『零』以降面識を持つ事になる人物
- 柳生十兵衛 - 剣術の師
- 黒子 - 『天下一剣客伝』の御前試合の裏方のサポートを依頼、『零SPECIAL完全版』では依頼主の慶寅共々御前試合の準備をする
- 兇國日輪守我旺 - 武人として尊敬、敵対関係
- 撫子 - 六人の恋人の一人、七本の刀の内の六本の刀に六人の恋人の名前を名付けている
- 白百合 - 六人の恋人の一人、七本の刀の内の六本の刀に六人の恋人の名前を名付けている
- 牡丹 - 六人の恋人の一人、七本の刀の内の六本の刀に六人の恋人の名前を名付けている
- 椿 - 六人の恋人の一人、七本の刀の内の六本の刀に六人の恋人の名前を名付けている
- 朝顔 - 六人の恋人の一人、七本の刀の内の六本の刀に六人の恋人の名前を名付けている
- 夕顔 - 六人の恋人の一人、七本の刀の内の六本の刀に六人の恋人の名前を名付けている
- アンドリュー - 『天下一剣客伝』で登場した親友で良きライバル
- 鞍馬夜叉丸